# Nangeville
Nangeville ist eine Ortschaft und eine ehemalige französische Gemeinde mit 112 Einwohnern (Stand: 1. Januar 2022) im äußersten Norden des Département Loiret in der Region Centre-Val de Loire. Sie gehörte zum Arrondissement Pithiviers und zum Kanton Malesherbes.
Mit Wirkung vom 1. Januar 2016 wurde Nangeville mit den früheren Gemeinden Coudray, Labrosse, Mainvilliers, Manchecourt, Malesherbes und Orveau-Bellesauve zur Commune nouvelle Le Malesherbois zusammengelegt und übt seither in der neuen Gemeinde den Status einer Commune déléguée aus.

## Lage
Nachbarorte sind Brouy im Westen, Champmotteux im Norden, Boigneville im Osten, Orveau-Bellesauve im Südosten und Mainvilliers im Südwesten.

## Bevölkerungsentwicklung
| Jahr      | 1962 | 1968 | 1975 | 1982 | 1990 | 1999 | 2008 | 2015 |
| --------- | ---- | ---- | ---- | ---- | ---- | ---- | ---- | ---- |
| Einwohner | 130  | 128  | 107  | 95   | 88   | 101  | 117  | 116  |